# Ceylongrodmun
Ceylongrodmun (Batrachostomus moniliger) är en fågel i familjen grodmunnar. Fågeln förekommer endast i södra Indien och på Sri Lanka. IUCN kategoriserar artens bestånd som livskraftigt.

## Utseende och läte
Ceylongrodmunnen är en liten (22–23 cm) grodmun med skilda dräkter för hane och hona. Jämfört med nordlig grodmun (B. hodgsoni) är den mindre och mer kortstjärtad, med förhållandevis större näbb och huvud. Hanen är genomgående brungrå och i mindre utsträckning än hodgsongrodmunnen fläckad i vitt, svart och rödbrunt. Honan är mer rödbrun och än mindre fläckad. Sången som framförs nattetid låter som en serie ljudliga och klara, dämpade skratt.

## Utbredning och systematik
Fågeln återfinns i fuktiga skogar i sydvästra Indien och på Sri Lanka. Den behandlas antingen som monotypisk eller delas in i två underarter med följande utbredning:
- Batrachostomus moniliger roonwali – sydvästra Indien

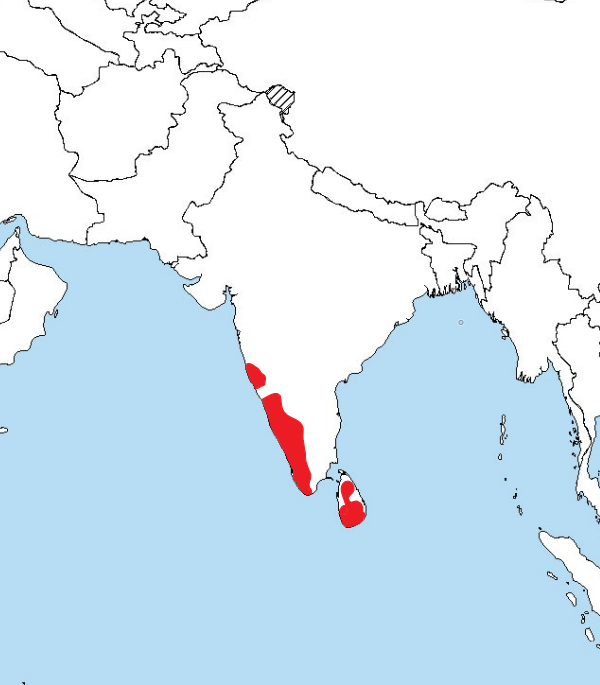
Artens utbredningsområde.

- Batrachostomus moniliger moniliger – Sri Lanka

## Levnadssätt
Ceylongrodmun hittas i tät, tropisk och subtropisk städsegrön skog. Födan är dåligt känd, men den har noterats ta gräshoppor, nattfjärilar och skalbaggar. Den fångar sin föda på marken eller på grenar. Häckningssäsongen är relativt lång, i södra Indien mellan januari och april, tillfälligtvis även mellan juni och september, och på Sri Lanka huvudsakligen mellan februari och mars.

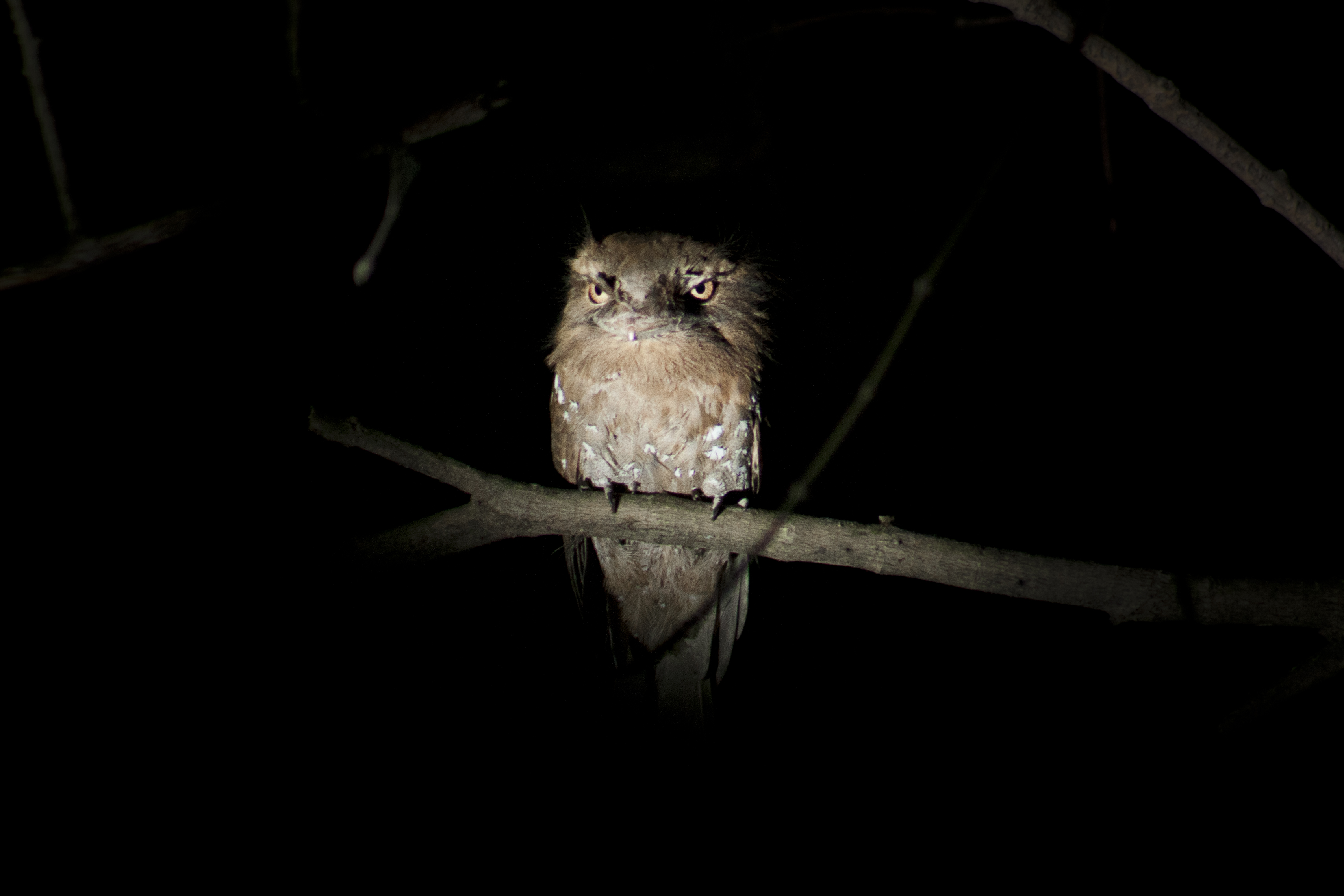

## Status och hot
Arten har ett stort utbredningsområde och en stor population med stabil utveckling och tros inte vara utsatt för något substantiellt hot. Utifrån dessa kriterier kategoriserar internationella naturvårdsunionen IUCN arten som livskraftig (LC). Världspopulationen har inte uppskattats men den beskrivs som mindre vanlig och lokalt förekommande i Indien och vanlig i Sri Lanka.